# 166
166（百六十六、ひゃくろくじゅうろく）は、自然数、また整数において、165の次で167の前の数である。

## 性質
- 166は合成数であり、約数は 1, 2, 83 と 166 である。
  - 約数の和は252。
    - 約数の和が回文数になる14番目の数である。1つ前は162、次は201。(オンライン整数列大辞典の数列 A028980)
- 166 = 2 × 83
  - 55番目の半素数である。1つ前は161、次は169。
  - 1 + 6 + 6 = 2 + 8 + 3 より8番目のスミス数である。1つ前は121、次は202。
- 各位の和が13になる10番目の数である。1つ前は157、次は175。
- 各位の立方和が433になる最小の数である。次は616。(オンライン整数列大辞典の数列 A055012)
  - 各位の立方和が n になる最小の数である。1つ前の432は66、次の434は347。(オンライン整数列大辞典の数列 A165370)
- 166 = 22 + 92 + 92 = 32 + 62 + 112 = 62 + 72 + 92
  - 3つの平方数の和3通りで表せる15番目の数である。1つ前は162、次は173。(オンライン整数列大辞典の数列 A025323)
  - 166 = 32 + 62 + 112 = 62 + 72 + 92
    - 異なる3つの平方数の和2通りで表せる23番目の数である。1つ前は165、次は170。(オンライン整数列大辞典の数列 A025340)

  - 166 = 62 + 72 + 92
    - n = 2 のときの 6n + 7n + 9n の値とみたとき1つ前は22、次は1288。(オンライン整数列大辞典の数列 A074578)
- n = 166 のときの n! − 1 で表せる 166! − 1 は12番目の階乗素数である。1つ前は94、次は324。(オンライン整数列大辞典の数列 A002982)

## その他 166 に関連すること
- 西暦166年
- アルファロメオ・166
- 年始から数えて166日目は6月15日、閏年は6月14日。
- 第166代ローマ教皇はルキウス2世（在位：1144年3月12日～1145年2月15日）である。
- 1/6 の数字列である。(オンライン整数列大辞典の数列 A020793)